# Облога Кафи (1345—1347)
Облога Кафи — дворічна безуспішна облога генуезької колонії Кафа (сучасна Феодосія) в Криму військами Золотої Орди на чолі з ханом Джанібеком. На момент облоги місто Кафа входило до Генуезької Газарії, що складалась з семи генуезьких портів, розташованих у Криму.
Після двох років облоги війська Золотої Орди були змушені зняти облогу і відступити, значною мірою внаслідок спалаху в їх таборі епідемії бубонної чуми (Чорної смерті). Після того, як Джанібек наказав перекидати за допомогою метальної зброї через мури міста трупи людей, що загинули через захворювання на чуму, епідемія швидко поширилася серед захисників та цивільного населення самої Кафи і змусила генуезців також покинути місто після зняття облоги монголами.
Повернення в 1347 році з Кафи до Європи кораблів італійських купців, що перевозили з собою хворих людей та пацюків з блохами, які виступали переносниками бактерій чумної палички, спричинило другу пандемію чуми в Європі, яка швидко поширилась по Європі з портів Середземномор'я.

## Передумови

### Економічне та геополітичне становище
Після захоплення Константинополя хрестоносцями в 1204 році, Венеційській республіці, що приймала активну участь в організації Четвертого хрестового походу, дісталась майже чверть територій Візантійської імперії, захопленої хрестоносцями, включаючи частину Константинополя. Венеційці активно використовували свій набутий після Четвертого хрестового походу вплив на землях колишньої Візантійської імперії для розбудови мережі власних торгових факторій і витіснення з цих територій своїх генуезьких конкурентів.
Ця ситуація не влаштовувала генуезців, і в березні 1261 року вони уклали союз з регентом малолітнього імператора Нікейської імперії Михаїлом Палеологом, який планував відвоювати Констинтинополь у хрестоносців і відродити Візантійську імперію. Михаїл уклав з генуезьким капітано-дель-пополо Гульєльмо Бокканегра Німфейський договір, який надав Генуї, в обмін на військову допомогу її флоту, важливі комерційні привілеї на території Візантії, а також у Чорному морі за рахунок інтересів Венеції. Незабаром після укладання Німфейського договору, 25 липня 1261 року Константинополь було захоплено,  візантійським полководцем Михаїла VIII Олексієм Стратегопулом і хоча це захоплення відбулось без допомоги генуезців, умови Німфейського договору були впроваджені в життя
Водночас XIII—XIV століття позначені встановленням на неосяжних степових просторах Євразії так званого Монгольського миру (лат. Pax Mongolica) — стабілізації відносин між народами Євразії в результаті їх інтеграції до Монгольської імперії після завоювань Чингісхана та його наступників. Цей період сприяв встановленню важливих торгових шляхів між Азією та Європою через величезну територію Монгольської імперії, що використовувались багатьма європейськими купцями, найвідомішим з яких є венецієць Марко Поло.

Території Золотої Орди (1389).

Розташований на західному кордоні Золотої Орди (однієї з частин Монгольської імперії), Крим слугував природним логістичним хабом між Азією та містами Середземномор'я. Генуезці, які згідно з Німфейською угодою 1261 року домінували у Чорному морі, заснували в Криму низку факторій для здійснення торгівлі, обєднаних в так званій Генуезькій Газарії або Капітанстві Готія. Близько 1266 року на південному сході півострова на розвалинах давньогрецького міста Теодосія, за угодою з ханом Золотої Орди генуезцями була заснована факторія Кафа. У XIV ст. Кафа стала головним торговим портом у Чорному морі, що конкурував з венеційським торговим постом в Тані, зведеним у 1332 році на річці Дон і пов'язаним найкоротшим шляхом по суходолу з Сарай-Берке, столицею Золотої Орди.

### Відносини італійських купців з Золотою Ордою
Відносини між золотоординцями та італійськими купцями, що затвердилися в Криму в XIV столітті, були неоднозначними. Не будучи мореплавцями, монголам було вигідно використовувати для розвитку торгівлі комерційні морські шляхи між Азією та Європою через Крим, налагоджені італійськими купцями. Але багаті італійські факторії в Криму були також і привабливими цілями для нападу.

## Облога Кафи 1308 року
З 1307 року виникла напруженість щодо торгівлі тюркськими рабами, яких італійці купували в Криму і продавали Мамелюцькому султанату Єгипту для перетворення на мамелюків. Незадоволений цією торгівлею, яка призводила до викрадення людей у степу для забезпечення іноземної армії, хан Токта заарештував генуезьких мешканців Сарай-Берке та вперше взяв Кафу в облогу між 1307 і 1308 роками. Захищене лише дерев' яними та земляними укріпленнями, місто впало у травні 1308 р і було покинуте генуезькими торговцями, які при відході підпалили його.

Після смерті Токти у 1312 році, Генуя, усвідомлюючи спільний інтерес між монголами та європейцями у відновленні торгових обмінів, послала своїх послів Антоніо Грілльо та Ніколо ді Пагано для проведення переговорів з племінником і наступником Токти, ханом Узбеком. Узбек погодився знову прийняти генуезьких купців в Криму і, починаючи з 1316 року, вжив низку заходів для заохочення реконструкції Кафи, зокрема, відновлення церков.

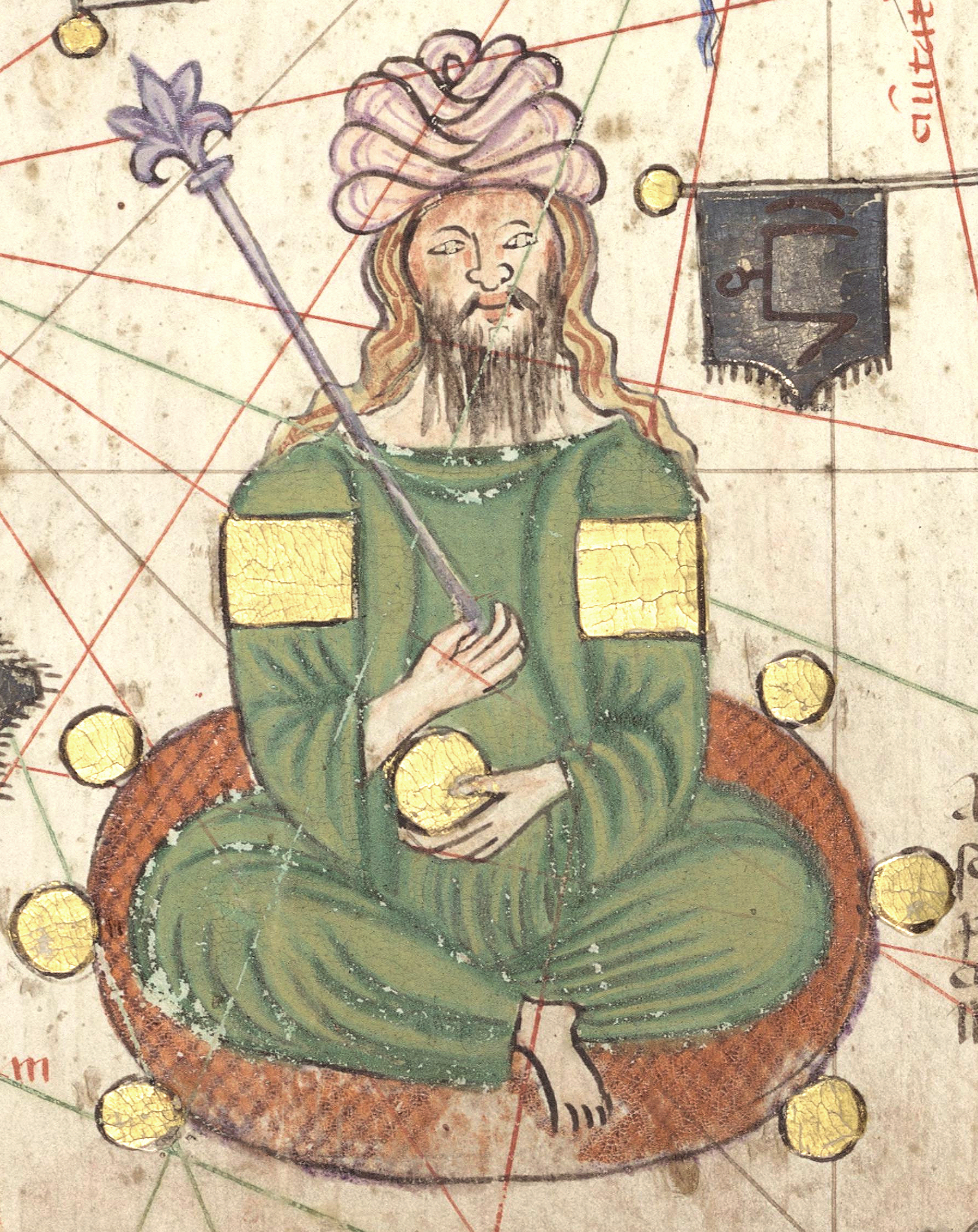
Джанібег, хан Золотої Орди з 1342 по 1357 рік (зображення з Каталонського атласу).

Смерть Узбека в 1341 році, наступником якого став його син Джанібек, спричинила новий політичний поворот у Золотій Орді та відновлення напруженості, викликаної зростанням релігійної нетерпимості до християн серед ординців, які нещодавно прийняли іслам. У 1343 році у місті Тана венеційським купцем було вбито в сварці монгольського аристократа. У відповідь монголи захопили венеційський торговий пост Тану і Джанібек скористався можливістю спробувати взяти під контроль усі італійські факторії. У той же час генуезці самі прагнули скористатися вигнанням венеційців з Тани для встановлення своєї торгової монополії в Чорному морі.

## Облога Кафи у 1343—1344 роках
На відміну від часів облоги 1308 року, у 1340-х роках Кафа вже була оточена збудованими генуезцями потужними кам'яними укріпленнями, які складалися з двох концентричних кам'яних стін, укріплених вежами. Внутрішня стіна оточувала 6 тис. будинків, а зовнішня — близько 11 тис. Населення міста було дуже космополітичним і включало генуезців, венеційців, греків, вірмен, євреїв, ординців і турків. Відповідно до звіту арабського мандрівника Ібн Баттути, порт Кафи міг вмістити двісті кораблів.
У 1343 році, після того як Джанібек захопив Тану, він зажадав від усіх італійців залишити Крим. Генуезці відхилили цей ультиматум і італійські купці з Тани перенесли свої склади до Кафи, яка була краще захищена та добре забезпечувалась постачанням з моря. Після цього Джанібек зосередив свої зусилля на Кафі та встановив блокаду навколо міста. В лютому 1344 р, з Італії прибуло підкріплення, яке дозволила обложеному гарнізону здійснити успішну вилазку та спалити облогові машини ординців. Після втрати майже 15 тис. військ під час зіткнень, Джанібег наказав своїм людям знищити залишки облогових машин та зняв облогу.

## Облога 1345—1347 років
Наступного року Джанібег знову обложив Кафу, але місто було добре захищене та забезпечене продовольством, зброєю та підкріпленнями, тоді як монгольська армія, вже виснажена попередніми битвами, була вражена епідемією чуми. Монголи, чий великий досвід війни обмежувався переважно боями на суходолі між Китаєм і Європою, не змогли встановити ефективну морську блокаду для припинення постачання італійцям. Після двох років облоги місто не ослабло, і монгольська армія, зменшена та недостатньо оснащена, зазнала значних втрат Епідемія чуми спричинила справжню гекатомбу в таборі ординців. Габріель де Мусіс, нотаріус із містечка П'яченца описує цю подію у своїх мемуарах, хоча його присутність на місці облоги викликає суперечки :
Все військо було вражене хворобою, яка кишила татар і щодня вбивала їх тисячами. Можна було подумати, що з неба посипалися стріли, щоб вразити та розтрощити пиху татар. Всі медичні поради та догляд були марними.
Зрозумівши неможливість взяти місто зброєю, Джанібек наказав перекидати за допомогою требушетів трупи людей, померших від чуми, через стіни Кафи. Про цей акт застосування бактеріологічної зброї також розповідає Габріель де Муссі :
Гори мертвих було закинуто в місто, і християни не могли ні сховатися від них, ні втекти, хоча вони викинули стільки, скільки могли, у море. Гнилі тіла забруднили і повітря і воду.
Деякі історики вважають, що поширення епідемії серед населення Кафи було неминучим через щурів, які переміщувались між містом і монгольськими таборами. Але ця гіпотеза є суперечливою, монгольський табір мав розташовуватись на відстані принаймні кілометр від міських укріплень Кафи, щоб залишатися поза зоною дії обстрілів, у той час як щури, які ведуть досить сидячий спосіб життя, рідко наважуються віддалятися на кілька десятків метрів від місць свого проживання. Тому перекидання монголами заражених трупів через міські стіни, ймовірно, було вирішальним фактором у поширенні епідемії чуми від нападників до захисників.
Ця стратегія виявилася надзвичайно ефективною. Якщо місто не потрапляє в руки нападників, смертоносна епідемія все одно поширюється дуже швидко. На початку 1347 року, через брак достатній кількості боєздатних бійців у обох сторін облогу було знято. Два табори підписали перемир'я, після чого генуезці були змушені покинути місто. Після евакуації Кафи, Генуя і Венеція, що були союзниками у спільній боротьбі проти монголів, запровадили блокаду узбережжя Чорного моря на схід від Керчі.

## Наслідки

### Друга пандемія чуми в Європі

Карта Чорної смерті в Європі та Північній Африці.

Ті, хто пережив облогу, тікаючи з території, також несвідомо посадили на борт чорних щурів, заражених блохами. У наступні тижні їхні кораблі причалили в Трапезунді, Константинополі, Генуї, Венеції, потім у Мессіні на Сицилії, сприяючи поширенню чуми. Тим не менш, вважається ймовірним, що без облоги Кафи чума все одно досягла б Європи через торговельні шляхи, що з'єднують Азію з Європою через італійські торгові пункти, або інші маршрути транзитом через Близький Схід.
З Марселя, куди торгові кораблі принесли чуму в листопаді 1347 року, епідемія за кілька місяців сушею, річками та морем поширилася по всій Європі. В березні 1348 року чума спалахнула в папській резиденції в Авіньйоні, а в квітні — в Аквітанії. З Аквітанського герцогства, що було важливим експортером вина до Великої Британії, чума продовжувала розповсюджуватись по Європі комерційними морськими шляхами. Епідемії чуми також сприяли переміщення середньовічних паломників, які перетворювали святі місця на нові епіцентри епідемії.
Протягом наступних місяців і років пандемія поширилася по решті Європи, поки не досягла Москви в 1352 році. Загалом, за різними оцінками, в Європі цією пандемією було знищено від чверті до третини населення і загальне населення Європи зменшилось між 1346 і 1352 роками з 75 до 50 мільйон жителів. Така втрати били зумовлені як самою епідемією, так і загальною економічною та соціальною деградацією, яку вона спричинила, зокрема голодом через брак робочої сили в сільській місцевості.

### Вплив на Газарію

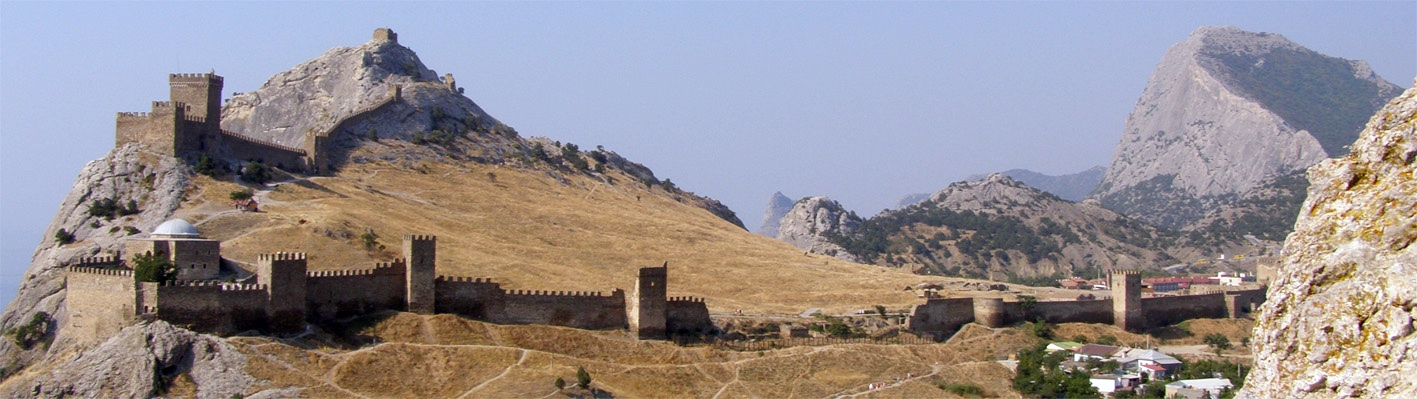
Генуезька фортеця Судак, місто Газарі на захід від Кафи.

Незважаючи на вражаючий для всього континенту характер, облога Кафи не завадила італійським портам Криму продовжувати процвітати в наступні роки. Хан Джанібек, розорений цією згубною війною та втративши доходи від торгівлі і митних зборів був швидко змушений піти на переговори з італійськими республіками. Італійці погодились відновити торговельні відносини з монголами в обмін на компенсацію за шкоду, завдану облогою Кафи і за втрату доходів, яку вони зазнали через припинення торгівлі. Венеційська факторія в Тані, а також більшість генуезьких факторій знову запрацювали вже у 1347 році, менш ніж через рік після евакуації Кафи через епідемію.
У 1365 році Генуезька республіка захопила контроль над містом Солдая, яке до того часу було головним венеційським торговим постом за 50 км на південний схід від Кафи, і зробила його останнім портом, інтегрованим в генуезьку Газарію. За фінансової підтримки папи Климента VI, генуезці збудували у Солдайї фортецю, подібну до Кафи, стіни якої були укріплені численними вежами.
У другій половині XIV століття Золота Орда зіткнулася з внутрішніми заворушеннями, в результаті яких в 1357 році було вбито Джанібека і які призвели до зменшення тиску монголів на міста Генуезької Газарії. Вважається, що у 1380 році відбулась Куликовська битва, під час якої військо повсталого проти чингізіда Тохтамиша золотоординського темника Мамая було нібито розбито московським військом Дмитра Донського, проте місце цієї «великої» битви так і не було знайдене історіками. Незабаром після ймовірної битви на Куликовому полі, Мамай зіткнувся з війском Тохтамиша в битві на Калці і був наголову розбитий. Втікаючи після поразки на Калці, Мамай сподівався знайти притулок у Кафі, але генуезці не пустили його в місто і біля Солхату (сучасний Старий Крим) його було вбито, що ще раз продемонструвало неоднозначність відносин між Золотою Ордою та італійськими купцями в Криму.
Економічний розвиток Кафи тривав протягом першої половини XV століття століття, аж до захоплення Константинополя османами в 1453 році (надавши їм фактичний контроль над протокою Босфор, що сполучає Чорне море з Середземним), що суттєво вплинуло на генуезьку торгівлю та пролунав посмертний дзвін для генуезької Газарії.